# Gare de Bédarieux
Gare de Bédarieux – stacja kolejowa w Bédarieux, w departamencie Hérault, w regionie Oksytania, we Francji.
Pierwsza stacja zbudowana została przez Compagnie du chemin de fer de Graissessac à Béziers we wrześniu 1858 po upadłości spółki. Linia została następnie przejęta przez Compagnie des chemins de fer du Midi et du Canal latéral à la Garonne, która zmieniła układ i położenie stacji, umiejscawiając ją na drugim brzegu rzeki Orb w 1884 roku. Jest stacją Société nationale des chemins de fer français (SNCF) i obsługiwaną przez pociągi Intercités i TER Languedoc-Roussillon.